# Aïd
Pour les articles homonymes, voir Aid.

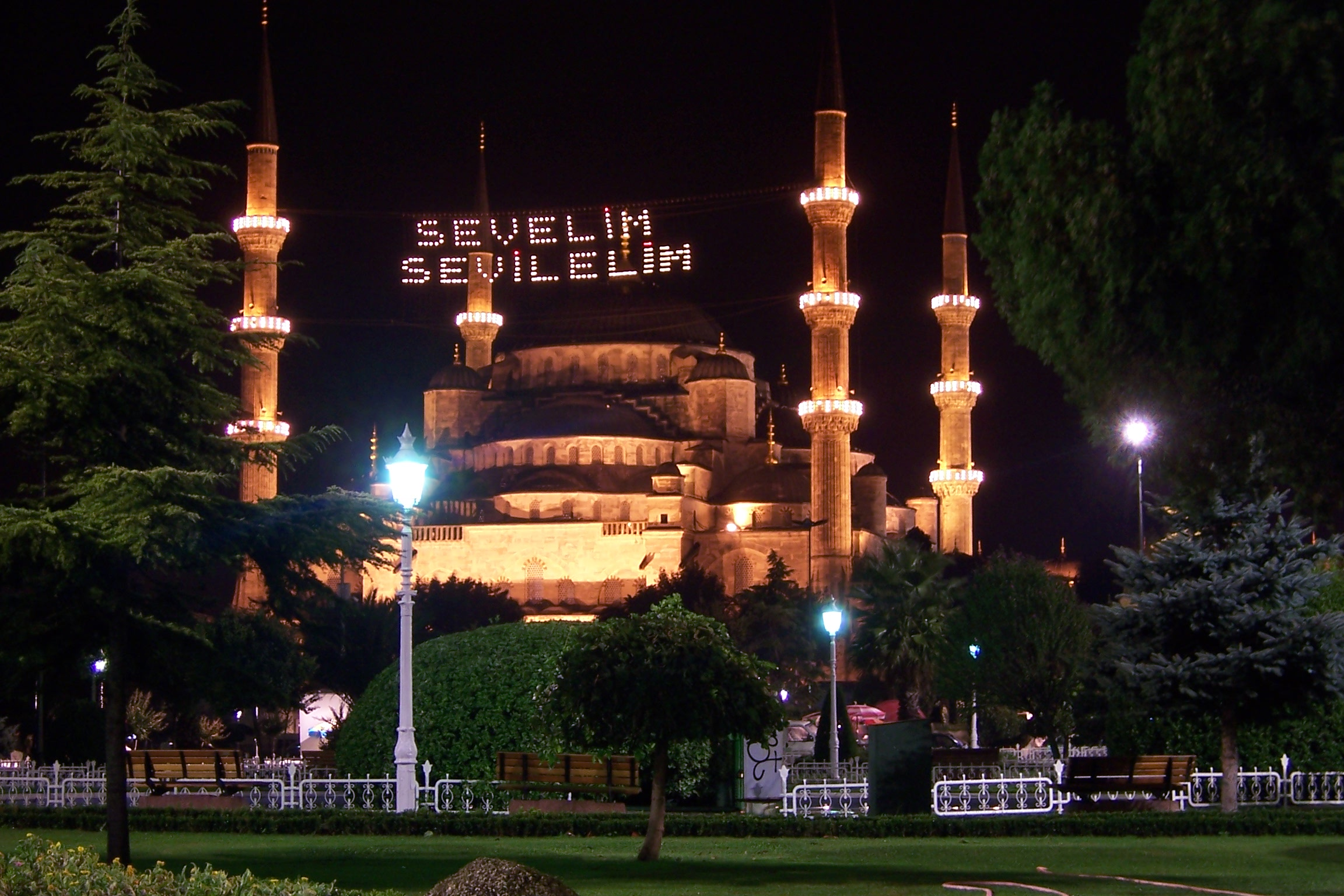
Image où se trouve l'une des plus grandes fêtes de l'aïd.

Aïd (en arabe : عيد (ʿīd)) est un mot arabe signifiant « fête ».
Dans l'islam, seules deux fêtes sont authentiquement sacrées : l'Aïd al-Adha et l'Aïd el-Fitr. Les autres célébrations, le Mawlid, le nouvel an (1er du mois de Mouharram), etc., n'ont pas le même caractère religieux, et sont parfois vues comme des innovations (bidaa).
L'Aïd al-Adha (عيد الأضحى « la fête du sacrifice ») ou Aīd al-Kabīr (العيد الكبير « la grande fête »), grand aïd, est célébré le dixième jour de Dhou al Hijja, dernier mois du calendrier musulman, en commémoration du sacrifice d'Abraham, et coïncide avec le pèlerinage à La Mecque (cinquième pilier de l'islam).
La tradition est de sacrifier un mouton lors de cette fête et de partager le repas avec la famille ou bien des personnes importantes.
L'Aïd el-Fitr (عيد الفطر « la fête de la rupture ») ou Aïd el-Seghir (عيد الصغير « la petite fête »), petit aïd, qui tombe le premier du mois de Chawwal, célèbre la fin du jeûne du mois de Ramadan (quatrième pilier de l'islam).
Suivant les pays, ces fêtes peuvent durer entre un et cinq jours. Il est de tradition de rendre visite aux parents et aux enfants.
En Turquie l’Aïd al-Adha est appelé Kurban Bayramı.